# Бернардино да Полента
Бернардино да Полента (итал. Bernardino I da Polenta; умер 22 апреля 1314 года, Флоренция) — сеньор Червии в 1297—1313 годах из гвельфского рода да Полента, один из братьев Франчески да Римини.

## Биография
Бернардино был вторым из сыновей Гвидо Старого, сеньора Равенны и Червии. Начиная по крайней мере с 1283 года он помогал отцу в укреплении семейного влияния — в первую очередь в Червии, важном центре добычи и продажи соли. Его брак с Маддаленой Малатеста способствовал заключению союза с семьёй, контролировавшей Римини. Бернардино занимал должность подеста в Червии (1283, 1285, 1292, 1299, 1301, 1302, 1304, 1305, 1307, 1309, 1311), в Луго (1283), Модене (1286—1287), Пистойе (1289), Милане (1290, 1301), Фаэнце (1290, 1292—1293), Форли (1292), Римини (1294), Болонье (1306), Парме (1297), Чезене (1309—1310, 1311—1312), во Флоренции (1314). В 1297 году Гвидо I отрёкся в его пользу от власти над Червией (старший брат Бернардино Ламберто стал тогда же сеньором Равенны).
В 1302—1305 годах Бернардино воевал с Чезеной за обладание Чезенатико, в 1303 году воевал с Флоренцией. В 1308 году в Первой Феррарской войне он поддержал противников Аццо VIII д'Эсте. В 1312 году Бернардино вместе с братом воевал на стороне короля Роберта Анжуйского против императора Генриха VII. Он умер во Флоренции, на посту местного подеста.
Бернардино был женат на Маддалене Малатеста, дочери Малатеста да Веруккьо и его второй жены Маргариты Палтинери. В этом браке родились пятеро детей:
- Гуиельельмо (умер в 1340 году), священник;
- Франческина, монахиня;
- Остасио (умер в 1346 году), наследник отца, а позже и сеньор Равенны;
- Полентесия, монахиня;
- Дзаффоне[2].